# Tsiroanomandidy
Tsiroanomandidy – miasto w środkowo-zachodnim Madagaskarze, położone 219 km od stolicy kraju, Antananarywy. Jest stolicą regionu Bongolava. Według spisu z 2018 roku liczy 44,5 tys. mieszkańców.
W mieście ma siedzibę klub piłkarski AS Andry Tsiroanomandidy.
Przez miasto przebiega droga N1.